# Metazythiopsis halepensis
Metazythiopsis halepensis är en svampart som beskrevs av M. Morelet 1988. Metazythiopsis halepensis ingår i släktet Metazythiopsis, divisionen sporsäcksvampar och riket svampar.   Inga underarter finns listade i Catalogue of Life.